# Lyda Osorio
Lyda Elena Osorio Amaya es una médica, epidemióloga y especialista en enfermedades infecciosas colombiana. Es profesora asociada de la Universidad del Valle e investigadora del Centro Internacional de Entrenamiento e Investigaciones Médicas (CIDEIM) en Cali, Valle del Cauca. La investigación de Osorio se ha centrado principalmente en enfermedades transmitidas por vectores como malaria, leishmaniasis, Zika y dengue. También ha jugado un papel en la respuesta de Colombia contra COVID-19.

## Educación
Osorio estudió medicina en la Universidad de Caldas. Pasó a hacer su servicio social obligatorio en CIDEIM como parte de sus estudios médicos. Osorio recibió una beca de Colciencias (gobierno colombiano) para realizar un doctorado en epidemiología en la Escuela de Higiene y Medicina Tropical de Londres. Se graduó en 2003, y su tesis doctoral fue sobre los efectos del movimiento humano en la transmisión de la malaria en la ciudad colombiana de Quibdó, que es endémica para Plasmodium falciparum y P. vivax.

## Carrera profesional
Osorio se convirtió en profesora asociada de la Facultad de Salud Pública de la Universidad del Valle (UVAL) en 2007. Entre el 2014 y 2016, Osorio se desempeñó como directora de programas de posgrado, y en el 2018 se convirtió en la coordinadora del programa de maestría en epidemiología en la misma Universidad. Realiza investigación en el grupo de Grupo de Epidemiología y Salud Poblacional (GESP) de la UVAL, y es investigadora asociada del CIDEIM.
En general, su investigación se ha centrado en la epidemiología, diagnóstico y tratamiento de enfermedades transmitidas por vectores. En el 2013, Osorio solicitó y ganó una beca de la OMS/TDR para trabajar en el programa Enfermedades de los Países en Desarrollo [Diseases of the Developing World program] de GSK como becaria postdoctoral. Durante su año en GSK, trabajó en un ensayo que evaluaba la tafenoquina contra la malaria por P. vivax y en datos clínicos de un ensayo que estudiaba la deficiencia de G6PD. Osorio es miembro del Comité de Acceso a Datos de la Red Mundial de Resistencia Antipalúdica (WWARN). Como parte del grupo de estudio de gametocitos de WWARN, fue coautora de un metanálisis de datos de pacientes individuales para observar los efectos de la terapia de combinación de artemisinina en el transporte de gametocitos.
En 2016, Osorio codirigió un estudio multicéntrico de casos y controles llamado Estudio de Neurovirus Emergentes en las Américas (NEAS), patrocinado por la Universidad Johns Hopkins, que tenía como objetivo caracterizar el desarrollo de síntomas neurológicos luego de la exposición al dengue, chikunguña y Zika. Los resultados de este ensayo clínico respaldaron la sospecha de desarrollo del síndrome de Guillain-Barré como consecuencia de la infección por el virus del Zika. El trabajo adicional de Osorio en Zika ha incluido la evaluación de las medidas de protección personal de mujeres embarazadas y mujeres en edad reproductiva en Colombia contra el mosquito vector Aedes. También ha trabajado con el diagnóstico de dengue en Colombia, y ha participado en ensayos clínicos para evaluar el uso de antimoniato de meglumina versus miltefosina en el tratamiento de la leishmaniasis cutánea en adultos y niños.

#### Trabajo durante la pandemia de COVID-19
Osorio también ha jugado un papel en la respuesta de Colombia contra el COVID-19. Fue designada por el alcalde de Cali como la "epidemióloga de la ciudad" para ayudar a la Secretaría de Salud local a planificar las medidas adecuadas contra la pandemia. Osorio es una de los varios científicos que han conversado con el gobierno colombiano sobre estrategias para controlar la propagación del nuevo coronavirus, lo que ha incluido solicitudes de apoyo a las universidades que trabajan en el diagnóstico y la investigación.

#### Otras posiciones y actividades
- Osorio es miembro del Consorcio ZikaPLAN, una red de investigadores enfocados en el Zika y otras enfermedades infecciosas emergentes[26][27]
- Miembro del Grupo Asesor Técnico sobre Paludismo de la Organización Panamericana de la Salud.[28]
- Miembro del Comité de Acceso a Datos del Observatorio de Datos de Enfermedades Infecciosas (IDDO).[29]
- Miembro de la junta asesora editorial de BMJ Global Health.[30]

## Premios y reconocimientos
En diciembre de 2020, en el Día Panamericano del Médico, Osorio recibió la Orden ‘Ciudades Confederadas’ en el grado Cruz Comendador de manos del gobernador de Cali (Colombia) por su investigación y liderazgo durante la pandemia de COVID-19 en su país.
Para el Día Internacional de la Mujer en 2021, fue destacada por la Organización Mundial de la Salud como una de 15 mujeres influyentes en la ciencia en todo el mundo; Osorio se destacó por su trabajo contra las enfermedades infecciosas y su liderazgo durante la pandemia de COVID-19 en Colombia.

## Publicaciones seleccionadas
- Beatriz Parra, Jairo Lizarazo, Jorge A Jiménez-Arango, Andrés F Zea-Vera, Guillermo González-Manrique, José Vargas, Jorge A Angarita, Gonzalo Zúñiga, Reydmar López-González, Cindy L Beltran, Karen H Rizcala, María T Morales, Oscar Pacheco, Martha L Ospina, Anupama Kumar, David R Cornblath, Laura S Muñoz, Lyda Osorio, Paula Barreras, Carlos A Pardo. 2016. Guillain–Barré syndrome associated with Zika virus infection in Colombia. N Engl J Med; 375:1513-1523. doi: 10.1056/NEJMoa1605564.
- Kasia Stepniewska, Elizabeth Ashley, Sue J Lee, Nicholas Anstey, Karen I Barnes, Tran Quang Binh, Umberto D'Alessandro, Nicholas PJ Day, Peter J de Vries, Grant Dorsey, Jean-Paul Guthmann, Mayfong Mayxay, Paul N Newton, Piero Olliaro, Lyda Osorio, Ric N Price, Mark Rowland, Frank Smithuis, Walter RJ Taylor, François Nosten, Nicholas J White. 2010. In vivo parasitological measures of artemisinin susceptibility. J Infect Dis; 201(4):570-9. doi: 10.1086/650301.
- Sara Schroter, Nick Black, Stephen Evans, Fiona Godlee, Lyda Osorio, Richard Smith. 2008. What errors do peer reviewers detect, and does training improve their ability to detect them? J R Soc Med;101(10):507-14. doi: 10.1258/jrsm.2008.080062.
- Ricardo Palacios, Lyda Elena Osorio, LF Grajalew, María Teresa Ochoa. 2001. Treatment failure in children in a randomized clinical trial with 10 and 20 days of meglumine antimoniate for cutaneous leishmaniasis due to Leishmania viannia species. Am J Trop Med Hyg; 64(3-4):187-93. doi: 10.4269/ajtmh.2001.64.187.
- Lyda Osorio, Meleny Ramírez, Anilza Bonelo, Luis A Villar, Beatriz Parra. 2010. Comparison of the diagnostic accuracy of commercial NS1-based diagnostic tests for early dengue infection. Virol J; 7:361. doi: 10.1186/1743-422X-7-361.
- LE Osorio, CM Castillo, MT Ochoa. 1998. Mucosal leishmaniasis due to Leishmania (Viannia) panamensis in Colombia: clinical characteristics. Am J Trop Med Hyg; 59(1):49-52. doi: 10.4269/ajtmh.1998.59.49.